# Banu Muhanna
Els banu muhanna són una tribu àrab, branca dels rabia i branca dels tayyi.
El 1019 es va formar a Síria una aliança de les tres grans tribus àrabs dels tayyites, kalbites i kilabites contra la dominació estrangera. L'aliança va durar deu anys però de fet l'organització tribal basada en les tres tribus va ser hegemònica a Síria, Palestina, Transjordània i en part a l'Hedjaz durant set segles.
El 1265 el sultà Baybars I va nomenar a Isa ibn Muhanna com a emir de tots els àrabs (beduïns); Isa havia participat en la batalla d'Ayn Djalut contra els mongols (1260) i va governar 20 anys amb una breu interrupció el 1280 quan es va aliar a l'amir rebel Sunkur al-Ashkar.
A la seva mort vers 1285 el va succeir el seu fill Muhanna que va rebre el títol d'Husam al-Din i el feu de la població de Sarmïn prop d'Alep. El juny de 1293 fou empresonat pel sultà al-Màlik al-Àixraf Salah-ad-Din Khalil ibn Qalàwun junt amb diversos familiars, però foren alliberats pel següent sultà al-Màlik an-Nàssir Muhàmmad ibn Qalàwun tot i que les relacions amb aquest no foren gaire bones. El 1303 quan els mongols van envair Síria, Muhanna estava revoltat però amb la mediació d'alguns ulemes de Damasc, es va unir als mamelucs i va participar en la batalla de Mardj al-Suffar; el 1311 va demanar al sultà el perdó per a tres oficials mamelucs (Kara Sunkur, Izz al-Din al-Afram i Zandkash), que s'havien refugiat a les seves terres, i que li fou refusar, i llavors els va enviar (acompanyats del seu fill Sulayman ibn Muhanna) a la cort d'Oldjeitu a Bagdad. Poc després Muhanna va anar a Bagdad i el va succeir com emir dels àrabs el seu germà Fadl, però en secret es va mantenir fidel als mamelucs. A l'Iraq va rebre els feus de Bàssora, Hilla, Kufa i altres poblacions del baix Eufrates. El 1320 per un acord amb Abu Said Bahadur Khan, Muhanna va aturar les incursions que feia a territoris mamelucs i a canvi els mamelucs impedirien a àrabs i turcmans fer atacs a l'Iraq. Muhanna no obstant va continuar actiu fent incursions i al·legant que no depenia ni del sultà del Caire ni del de Bagadad i va estar rebel 14 anys. El 1733 va anar al Caire, i fou ben rebut pel sultà que el va confirmar com emir dels àrabs.
Va morir el 1334 prop de Salamiyya i el van succeir els seus fills Musa, Fayyad, Sulayman (que havia participar en els atacs mongols a Rahba el 1312 i a Tadmur o Palmira el 1315), Ahmad i Khayr i els nebots Isa i Sayf ibn Fadl. El 1351 Khayr ibn Muhanna es va aliar a l'amir mameluc Bibgha Arus i al turcman Kara Dhu l-Kadir contra el sultà i fou destituït com emir; el seu germà Fayyad va fer aliança amb els ilkhànides en plena decadència, per envair Síria.
Nuayr ibm Khayr ibn Muhanna Shams al-Din Muhammad va ser emir més tard junt amb altres dos parents (sol des de 1379) i per tres vegades va caure en desgràcia del sultà al-Màlik adh-Dhàhir Sayf-ad-Din Barquq ibn Ànas al-Yibughawí. Va donar suport a Tamir Bugha al-Ashrafi conegut com a Mintash, en la seva rebel·lió que va durar del 1389 al 1393. Nuayr finalment el va abandonar després de diverses derrotes i el va lliurar al governador d'Alep el 1393. Tamerlà li va enviar robes honorífiques que les va acceptar amb gratitud, però després el 1400 es va declarar en contra seva a favor dels mamelucs; va morir en batalla contra el governador d'Alep el 1406.
En el segle següent els Muhanna van tenir un paper menys rellevant. A la invasió otomana el 1516 l'emir Mudjidj els va oposar resistència. Els otomans van mantenir la funció d'emir dels àrabs (amir al-Arab) però amb l'afegit amir al-Arab al-Sham. Encara al segle xvii s'esmenta un Nasir ibn Muhanna com amir al-Arab a l'Iraq, i al clan Al Khayr a Hamat, sorgit dels Al Muhanna.